# آشپزی سوئیسی

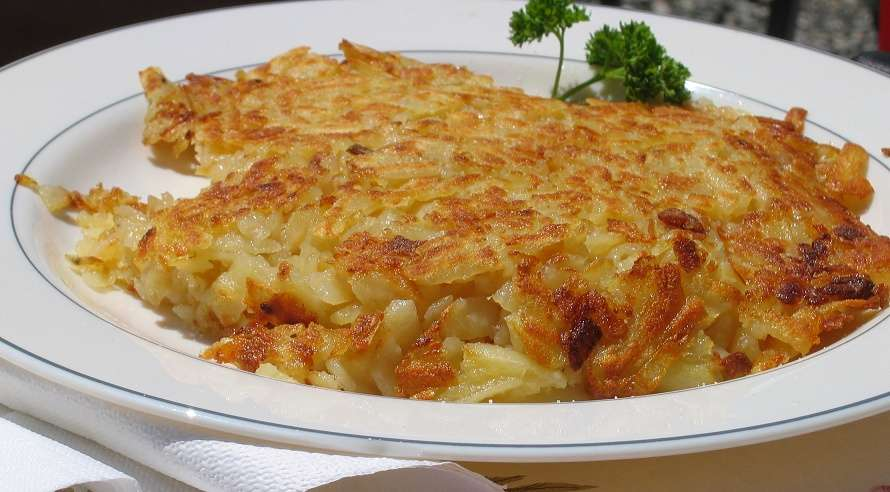
Rösti, the Swiss potato dish، بشقاب سیب زمینی سوئیسی یا Rösti که یک نوع غذای سوئیسی برگرفته از آشپزی سوئیسی است.

آشپزی سوئیسی (انگلیسی: Swiss cuisine) نوعی آشپزی تحت تأثیر آشپزی فرانسوی، آشپزی آلمانی و آشپزی ایتالیایی شمالی، و همچنین تحت تأثیر تاریخ کشور سوئیس به عنوان یک کشور عمده کشاورزی است.